# Cycle de Francis Sandow

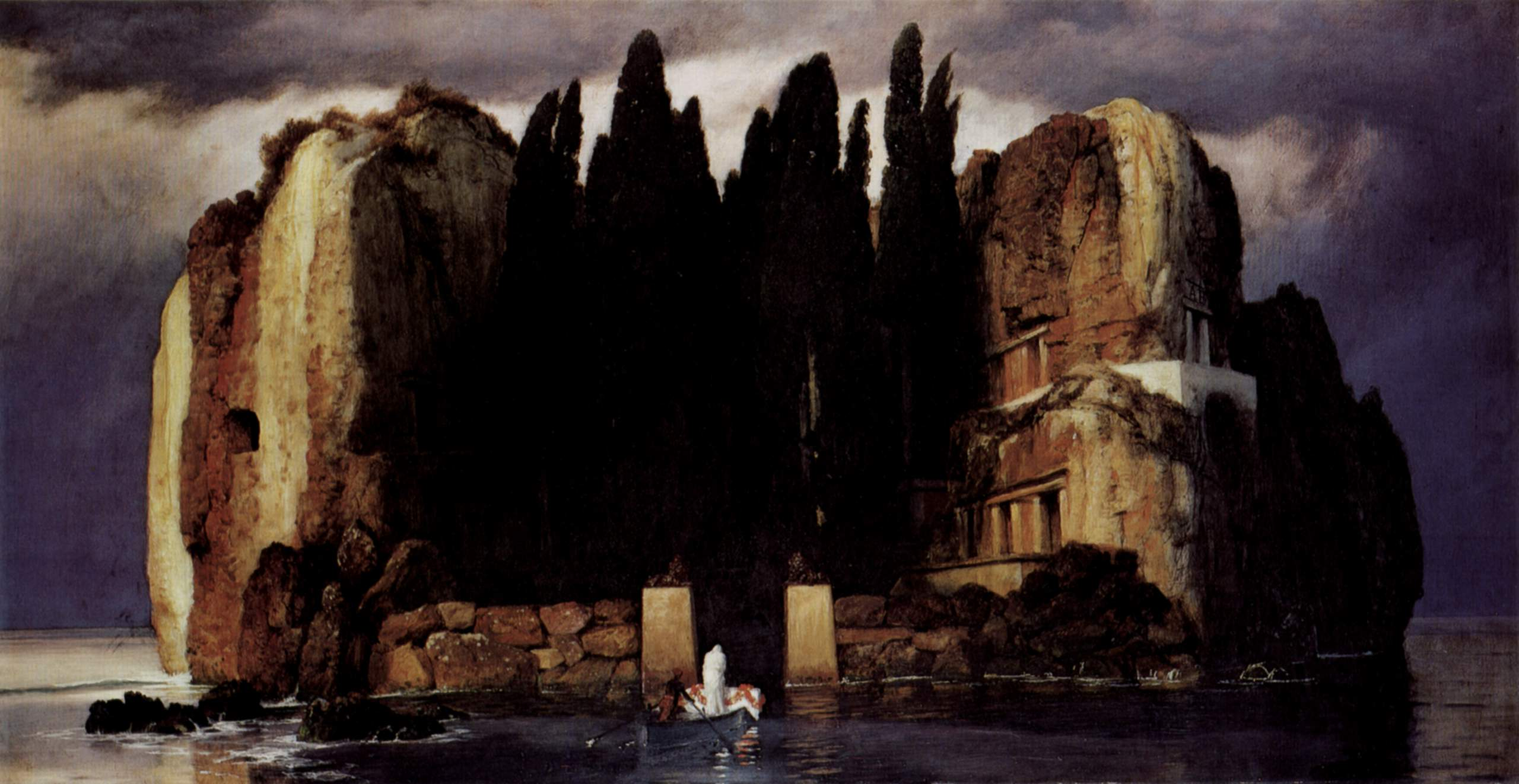
L'Île des morts, d'Arnold Böcklin.

Le Cycle de Francis Sandow est un cycle de science-fiction écrit par l'auteur américain Roger Zelazny, comprenant deux romans, L'Île des morts (Isle of the Dead, 1969) et Le Sérum de la déesse bleue (To Die in Italbar, 1973)
. Il inclut également une nouvelle, Lumière Lugubre (Dismal Light), qui est du reste le premier texte de ce cycle à avoir été publié (dans la revue Worlds of If, en mai 1968).

## Récits

### L'Île des morts
Francis Sandow, un terrien qui a perdu ses repères parcourt la galaxie dans des vols commerciaux à la recherche de lui-même. Le décalage temporel de ses voyages finit par faire de lui l'un des humains vivants les plus anciens. Il échoue au bout du compte auprès d'un maître Pe'ien, un peuple d'extraterrestres, auprès duquel il apprend les techniques de façonnage de mondes et aussi certains pouvoirs mentaux. Ces techniques ne sont pas exempt d'une dose de mysticisme, c'est pourquoi Sandow devient, au terme de son apprentissage, l'un des Vingt-Sept Noms vivants, c'est-à-dire l'incarnation de l'une des divinités Pe'iennes. Après le façonnage de nombreux mondes, c'est un homme seul qui s'est retiré sur Terre Libre, une planète de sa création, où tous les êtres vivants, plantes comme animaux ont une relation privilégiée avec lui grâce à sa télépathie . Provoqué par un mystérieux adversaire qui a ressuscité certains de ses amis et ennemis d'autrefois, et allié lui aussi à une divinité Pe'ienne, Sandow  doit sortir de sa retraite, et affronter cet adversaire sur « l'île des morts » créée par lui à la surface d'Illyria, l'un de « ses » mondes. 
L'affrontement révélera que les divinités Pe'iennes ne sont pas que des mythes. 
Remarque : le livre doit son titre à un tableau d'Arnold Böcklin et à un poème symphonique de Sergueï Rachmaninov. En effet, Sandow (qui est narrateur homodiégétique) précise dans le récit que c'est en s'inspirant à la fois du peintre et du musicien qu'il a créé cette « île des morts ».

### Le Sérum de la déesse bleue
Dans une jungle hostile, un homme fait route pour sauver une jeune fille. Si son nom est Heidel Von Himack, on l'appelle parfois H. Il est le porteur d'un étrange paradoxe : à la fois propagateur de maladies et remède souverain contre celles-ci, selon les circonstances. Sur un autre monde, Malacar Miles est le dernier résistant d'une guerre depuis longtemps perdue. Lorsqu'il entend parler de H, il voit en lui son dernier espoir de victoire décisive, l'arme bactériologique totale. Mais Sandow, lui, comprend de quoi souffre H, et sait par expérience personnelle qu'une telle arme est incontrôlable.

### Lumière lugubre
Sur le monde-prison nommé Lugubre, terraformé par Francis Sandow, un homme — qui a un lien particulier avec Sandow, ce lien étant révélé à la fin du récit —  refuse l'évacuation devenue impérative, alors que le soleil autour duquel orbite la planète est en train de se transformer en nova.

## Personnages
- Francis Sandow : Seul personnage commun aux trois textes, il n'est pas cependant à proprement parler le héros des deux derniers. Né sur Terre à la fin du XXe siècle, il a survécu à son époque parce qu'il a effectué plusieurs voyages spatiaux en hibernation. À présent multimilliardaire et pratiquement immortel, il a eu le temps d'accumuler de l'expérience. De fait, Francis Sandow est un homme complexe. Il a vécu plusieurs amours, a survécu à bien des amis et à bien des ennemis. Il a eu deux fils de sa femme, Katherine, morte dans un incendie. Il estime avoir sur sa richesse un point de vue plus distancié que celui d'autres milliardaires car il n'a jamais réellement bataillé pour le devenir. Il se trouve simplement avoir un un des 26 « façonneurs de mondes », activité extrêmement lucrative à laquelle il est arrivé par désespoir et lassitude plus que par ambition. Lorsque, las de vivre, il s'est rendu chez Marling de Megapei, un Pe'ien, membre de la race réputée la plus ancienne et la plus sage des mondes connus, il est devenu le disciple de ce dernier, puis, longtemps après, l'un des Vingt-Six Noms vivants — à savoir, l'incarnation de l'une des déités du panthéon pe'ien, le dieu de la foudre, Shimbo de la Tour de l'Arbre Noir, le Semeur de Tonnerre.
- Vervair Th'arl : Vervair Th'arl de la ville de Dilpei (sur la planète Megapei) est un Pe'ien surnommé Vert-Vert. Aussi respectée que soit son espèce, elle est également déclinante. Il considère comme un affront l'accession de Sandow, un humain, au rang de Nom, car cet honneur lui a été refusé. On pensait jusque-là que seul un Pe'ien était capable d'apprendre à façonner des mondes. Il entreprend donc contre cet humain un pai'badra, une forme de vendetta, en ressuscitant des hommes et femmes qu'il a connus autrefois, afin de s'allier avec ses ennemis et de faire souffrir ses amis (les utilisant comme « leviers » pour atteindre Sandow).
- Mike Shandon : Ancien employé de Sandow, athlète, télépathe surpuissant, il a jadis escroqué Sandow, qui l'a démasqué et envoyé en prison. Des années plus tard, Shandon, tendant un guet-apens à Sandow, manque le tuer avant de perdre la vie dans l'affrontement. Il est le plus dangereux des ennemis qu'a ressuscités Vert-Vert, d'autant que Belion, le dieu pe'ien des forces telluriques, volcanisme et séismes, choisit de s'incarner en lui. C'est lui qu'affrontent Sandow-Shimbo lors du combat final sur l'île des morts d'Illyria.
- Malacar Miles : Dernier résistant de la guerre entre la Ligue et les Nadya (incluant la Terre), perdue par les Nadya, il est aussi le dernier habitant d'une Terre rendue inhabitable par la radioactivité et la pollution. Lorsqu'il apprend l'existence de H, il en voit tout de suite les applications, mais pas les dangers. Dur, résolu jusqu'au fanatisme, il en vient à être aveuglé par son obsession.
- H : À l'origine archéologue, Heidel Von Himack, surnommé H, a survécu à une maladie qui jusqu'alors ne faisait pas de quartier. Depuis, il est porteur contagieux mais sain de toutes les maladies qu'il croise. Dans certaines circonstances, cependant, il est aussi capable de guérir une maladie qu'il a déjà contractée. C'est le but qu'il avait en arrivant sur la planète Italbar, mais il s'attarde trop, et déclenche malgré lui une épidémie. Chassé par les habitants, lapidé, il survit la haine au cœur et décide alors de ne plus employer que la partie néfaste de ses facultés, propageant ainsi la mort partout où il passe.
- La déesse bleue : Il s'agit d'une déité pe'ienne qui, à l'instar de la Kali hindouiste, est ambivalente, puisqu'à la fois destructrice et créatrice[6]. Elle « possède » successivement H puis une femme nommée Jackara.

## Thèmes

### Pouvoir
C'est un thème récurrent chez Zelazny, qui en explore dans L'Île des morts les différentes facettes avec un détachement pensif, entre cynisme et mélancolie. 
- Pouvoir de l'argent, avec la « parabole du Grand Arbre » représentant tout l'argent du monde. Détenir une telle quantité de feuillage offre certes quelques avantages à Sandow, mais sa richesse semble incidente à sa personnalité, ne la définit pas[7].
- Pouvoir de la connaissance, car Sandow est aussi riche d'expériences. Mais ses études, avec le temps, se sont faites obsolètes. Ce ne sont pas tant les connaissances qu'il a accumulées qui importent que l'expérience qu'il a vécue, et qui l'a modelé.
- Pouvoir du Nom qu'il porte. Francis Sandow porte le Nom — c'est-à-dire est l'incarnation dans notre réalité — de Shimbo de la Tour de l'Arbre Noir, le Semeur de Tonnerre. L'un des enjeux du roman est pour son personnage principal de réussir à savoir si cette « incarnation » correspond à une réalité objective, ou s'il ne s'agit que d'une illusion, une manière d'autosuggestion lui permettant d'accéder à ses pouvoirs parapsychologiques de façonnage. Car, derrière, se profile cette question : a-t-il la main, ou n'est-il que le pantin d'un être beaucoup plus puissant que lui ? Ce qui est une autre manière de se poser la question de l'inspiration (voir également ci-dessous, « création artistique »)[8].

### Mort
Le thème est central dans les trois récits. Dans le premier roman, peur de la mort individuelle, qui tétanise Francis Sandow, le doyen de la race humaine, quoiqu'il soit pourtant possesseur de pouvoirs colossaux. Dans le second, mort collective que peut tour à tour empêcher ou infliger Heidel Von Himack alias H, le porteur de maladies. Dans la nouvelle Lugubre Lumière, c'est la mort d'une étoile, et donc du monde qui orbite autour d'elle, qui est mise en scène.

### Création artistique
L'Île des morts est également une réflexion sur la création artistique, l'élaboration de la beauté étant présentée comme la seule réponse possible (la seule victoire ?) de l'homme face à la mort.

### Amour
Aussi las et cynique que puisse paraître Sandow, il reste capable de sentiments profonds. Simplement, il a eu le temps de voir bien des morts, et, un deuil après l'autre, l'attrait de la nouveauté s'est émoussé. Femmes, amantes, amis ou ennemis, il leur a survécu. Croyait-il... Cela, pour L'Île des morts. Une autre manifestation de l'amour (entre père et fils) est ce qui donne toute sa portée à la nouvelle Lumière Lugubre. L'amour et la détestation de l'humanité sont des thèmes majeurs du Sérum de la déesse bleue.

## Éditions françaises
- L'Île des morts, traduction de Alain Dorémieux :
  - OPTA, Galaxie-bis no 21, 1971 ; couverture de Moebius.
  - OPTA, coll. Anti-mondes no 1, 1972 ; nouvelle couverture par Moebius.
  - J'ai lu, coll. Science-fiction no 509, 1973 ; rééditions en 1982  (ISBN 2-277-11509-6) (couverture de Tibor Csernus), 1989, 1993 (couverture de Philippe Caza), 2001  (ISBN 2-290-30950-8) et 2004 (couverture Arnold Böcklin).
  - Mnémos,  2016  (ISBN 978-2354085018).
- Le Sérum de la déesse bleue, traduction de Ronald Blunden :
  - Denoël, coll. Présence du futur no 205, 1976 ; réédition en 1987  (ISBN 2-207-30205-9) (couverture de Stéphane Dumont & Jeugné).
  - J'ai lu, coll. Science-fiction no 6118, 2002 ; couverture de Christian Volckman.
- Lumière lugubre, traduction de Jacques Polanis
  - in OPTA, Revue Galaxie no 95, 1972 ; couverture de Philippe Caza.
  - in Pocket, Le Livre d'or de la science-fiction : Roger Zelazny no 5217, 1985  (ISBN 2-266-01650-4) ; couverture de Marcel Laverdet.